# Ньоркин (департамент)
Департамент Ньоркин  (исп. Departamento de Ñorquín) — департамент в Аргентине в составе провинции Неукен.
Территория — 5545 км². Население — 4692 человек. Плотность населения — 0,80 чел./км².
Административный центр — Эль-Уэку.

## География
Департамент расположен на северо-западе провинции Неукен.
Департамент граничит:
- на севере — с департаментами Минас, Чос-Малаль
- на востоке — с департаментом Пеуэнчес
- на юге — с департаментом Лонкопуэ
- на западе — с Чили

## Административное деление
Департамент включает 4 муниципалитета:
- Эль-Уэку
- Кавьяуэ-Копауэ
- Эль-Чолар
- Такимилан

## Важнейшие населенные пункты[3]
| № | Населённый пункт | Населённый пункт (исп.) | Категория | Население чел. (2010) | На карте                        |
| - | ---------------- | ----------------------- | --------- | --------------------- | ------------------------------- |
| 1 | Эль-Уэку         | El Huecú                | поселок   | 1391                  | 37°38′40″ ю. ш. 70°34′50″ з. д. |
| 2 | Эль-Чолар        | El Cholar               | поселок   | 734                   | 37°26′31″ ю. ш. 70°38′41″ з. д. |
| 3 | Кавьяуэ          | Caviahue                | поселок   | 607                   | 37°52′11″ ю. ш. 71°03′11″ з. д. |
| 4 | Такимилан        | Taquimilán              | поселок   | 558                   | 37°31′00″ ю. ш. 70°14′53″ з. д. |
| 5 | Копауэ           | Copahue                 | поселок   | 1                     | 37°49′02″ ю. ш. 71°05′52″ з. д. |